# Тет (праздник)
Тет (вьет. Tết), полное название Тет нгуен дан (Tết Nguyên Đán, 節元旦, дословно «праздник первого утра») — Новый год по вьетнамскому календарю; государственный праздник во Вьетнаме, самый важный и популярный праздник в стране.

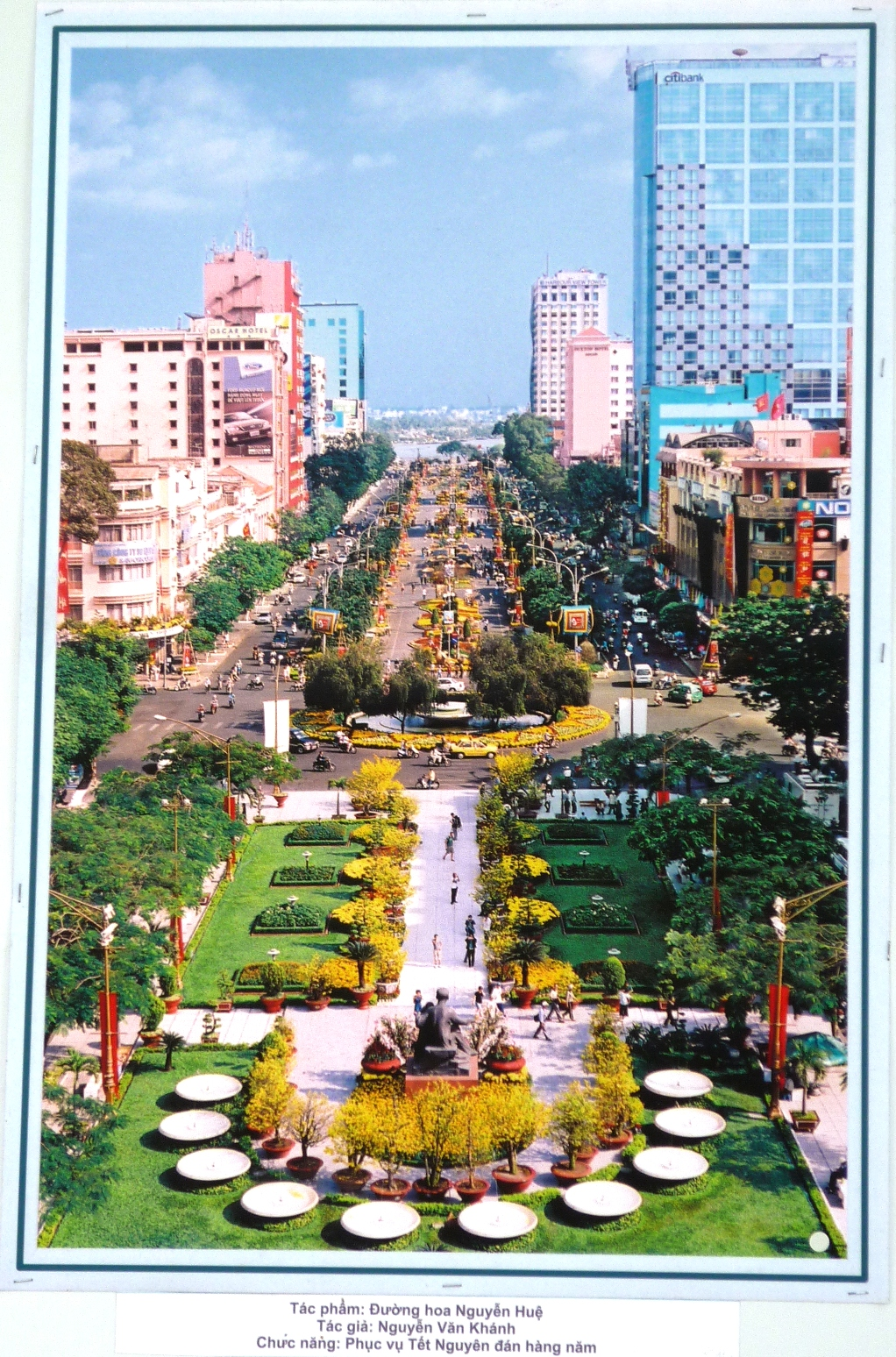
Нгуенхюэ (Nguyễn Huệ), центральная улица Хошимина, украшенная на время Тета цветами и фруктами

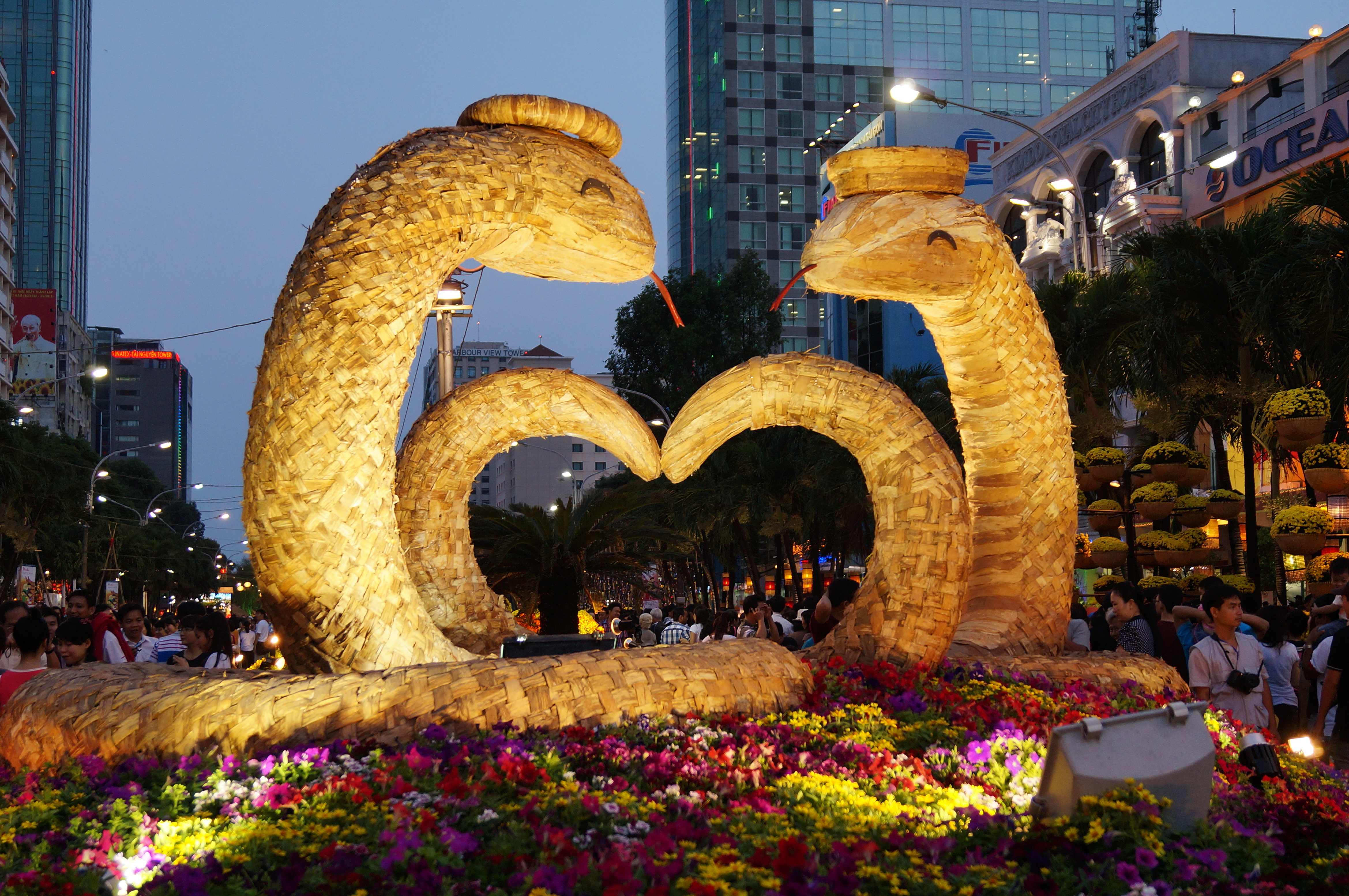
Украшение на Тет 2013 года — год змеи

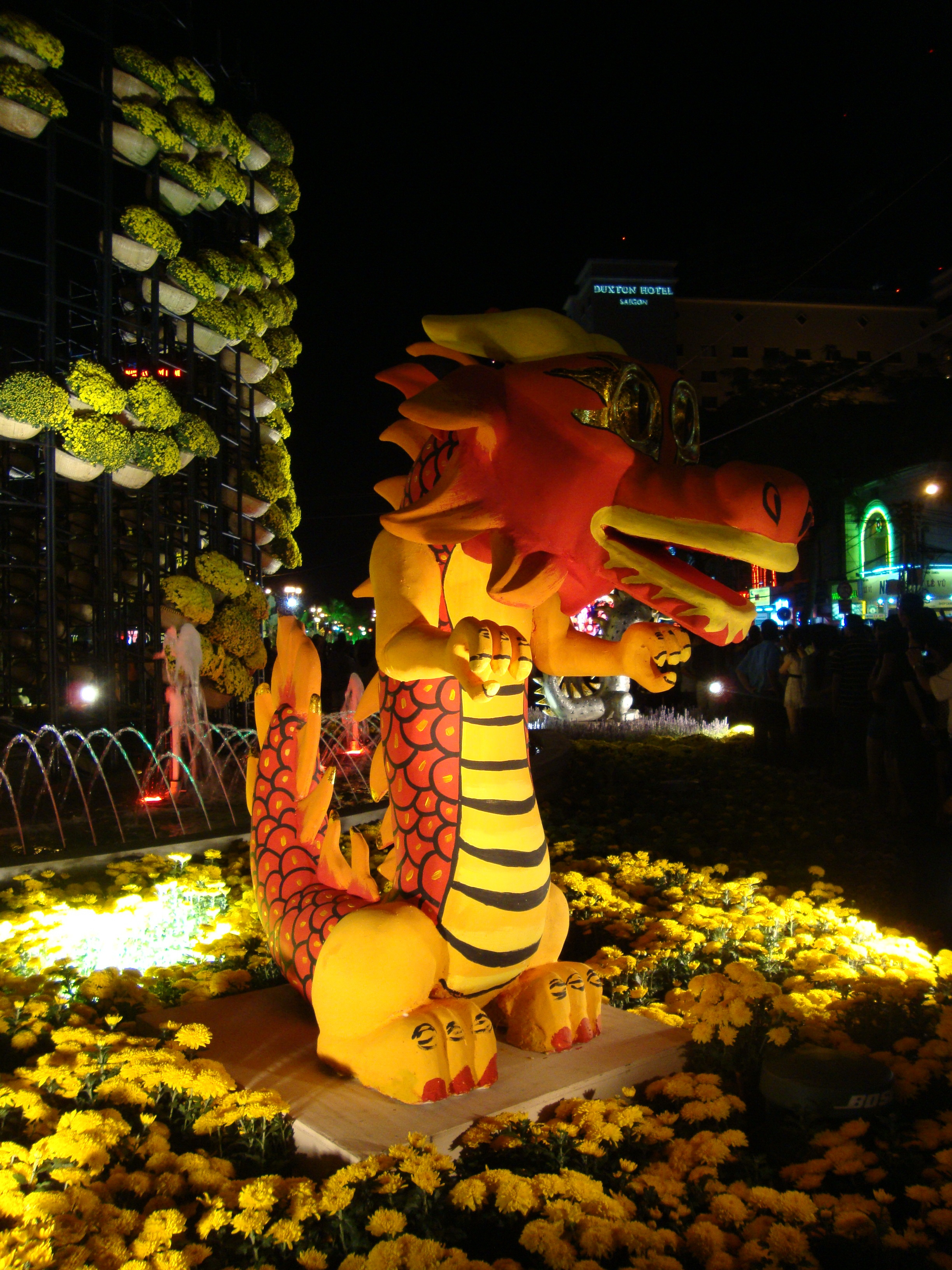
Украшение на Тет 2012 года — год дракона

Тет празднуется одновременно с китайским Новым годом, хотя есть расхождение во времени, возникающее в связи с разницей во времени между Ханоем и Пекином. Празднование проходит с первого дня первого месяца по вьетнамскому календарю (примерно в конце января или начале февраля) и продолжается до недели. Тет считается первым днём весны, поэтому праздник часто ещё называют «праздник весны» — хой суан (Hội xuân). В 2025 году этот день выпадает на 29 января.
Тет — семейный праздник, люди стараются вернуться из путешествий и встретить его с родственниками. Детям дарят красные конверты с деньгами и одежду, взамен дети желают старикам долголетия.
Празднование сопровождается множеством ритуалов, часто имеющих отношение к культу предков. К празднику дом и улицы украшают цветами и фруктами из определённого списка, покупают продукты для приготовления новогодних блюд, главным среди которых являются варёные рисовые пироги баньтьынг с начинкой из бобов мунг и свинины, завёрнутые в банановые листья и перевязанные гибкими бамбуковыми прутиками.
К Тету приурочено карнавальное шествие, на котором исполняется танец льва, а также множество фестивалей и ярмарок, которые привлекают по полмиллиона посетителей. Несмотря на то, что многие продавцы поднимают цены перед Новым годом, есть и особые новогодние скидки, например, бухту Халонг в Тет можно посетить бесплатно.
Вьетнамцы обращают большое внимание на то, кто приходит в их дом первым в году, этому посвящён особый ритуал. После него традиционно люди ходят друг к другу в гости, посещают храмы.
Так как считается, что хорошо отпразднованный Новый год принесёт удачу семье, правительство выделяет пособия малоимущим семьям для покупки продовольствия. В Хошимине в 2013 году пособие составляло 500 000 вьетнамских донгов при стоимости килограмма свинины около 50 000 донгов.
У одних народов Вьетнама Новый год выпадает на другие даты (например, у мусульман-тямов), у других традиции празднования отличаются: кхму вместо рисовых пирогов со свининой готовят курицу.

## Разница с Китайским Новым годом
Китайский календарь основывается на астрономических наблюдениях, и потому зависит от местного времени. 8 августа 1967 года Северный Вьетнам перешёл с часового пояса UTC+8 на UTC+7, в то время как Южный Вьетнам — только в 1975 году, после окончания Вьетнамской войны. В результате Север и Юг праздновали Тет 1968 года в разные дни.
Так как 11-й месяц китайского календаря обязательно должен содержать зимнее солнцестояние, а в 1984 году оно выпало на 21 декабря во Вьетнаме и на 22 декабря в Китае, то он продолжался во Вьетнаме с 23 ноября по 21 декабря, а в Китае — с 22 декабря по 20 января 1985 года, что привело к тому, что Тет 1985 года праздновали 21 января, а в Китае Новый год — 20 февраля. Для синхронизации во вьетнамский календарь был добавлен лишний месяц с 21 марта по 19 апреля.
Во вьетнамском зодиаке «кот» заменяет китайского «кролика», а «быка» заменяет «буйвол».
С 1975 по 2100 гг. только четырежды лунный Новый год начинается в разное время во Вьетнаме и в Китае: в 1985, 2007, 2030 и 2053 году.

## Традиции
Вьетнамцы обычно празднуют Тет с семьёй. Перед праздником люди часто ходят на кладбище, чтобы навестить могилы предков и привести их в порядок. Несмотря на то, что Тет — национальный праздник, верующие отмечают его по канонам своих религий.
Празднование делится на три этапа: татньен (вьет. Tất Niên, перед кануном Нового года), зяотхыа (Giao Thừa, канун Нового года) и танньен (Tân Niên, Новый год).

### Татньен
Татньен начинается за одну—две недели до праздника. Татньен — время покупок, украшения дома, приготовления новогодней пищи и ожидания приезда родственников. Вьетнамцы стараются отдавать все долги до Тета. Родители покупают детям одежду, чтобы дети отметили праздник в новой. Так как на праздник все магазины закрыты, люди закупают продукты заранее. Продавцы часто поднимают цены, и чиновники проверяют достаточность запасов в магазинах — обычно правительство субсидирует продавцов для предотвращения повышения цен. Продажи в сетевых супермаркетах увеличиваются на 20—40 %, а на рынках на окраине зачастую падают.
Во вьетнамских семьях обычно имеется алтарь предков, и на Тет его чистят, обновляют подношения (в том числе «пять фруктов»). По поверьям, три хранителя домашнего очага, онг-тао (вьет. Ông Táo), отчитывающиеся перед Нефритовым императором Нгок Де о событиях в доме, возвращаются на небо в 23-й день 12-го лунного месяца, и их уход отмечают скромной церемонией, сопровождающейся ритуальными жертвами.
В последние дни перед Тетом семья готовит баньтьынг, баньзэй или баньтэт. Так как приготовление занимает много времени, то во время бдений перед огнём члены семьи рассказывают друг другу разнообразные истории.

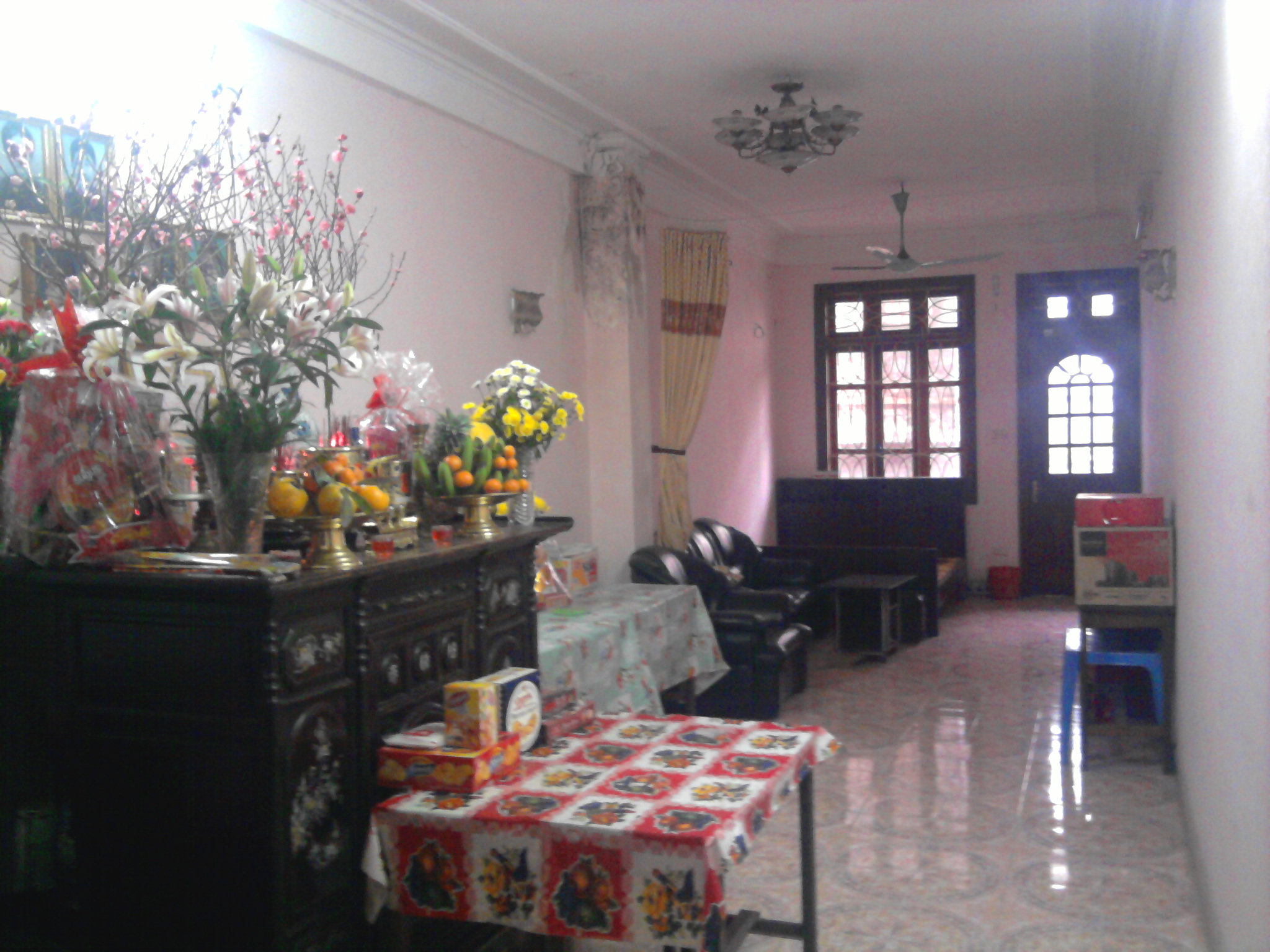
Семейный алтарь
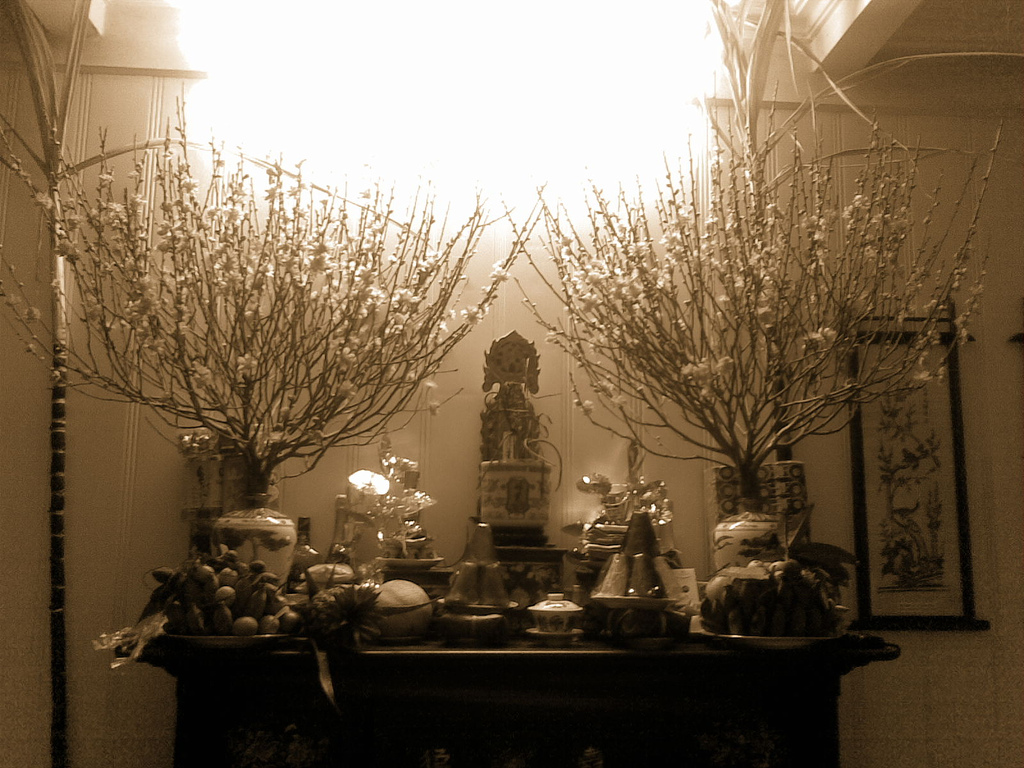
Алтарь предков

## Пять фруктов
«Пять фруктов» (mâm ngũ quả, мам нгу куа) — фрукты, символ богатства, традиционно помещаемые на алтарь предков.
В Улламбана-сутре (kinh Vu-lan-bồn) Будда сказал Маудгальяяне: «Ради отцов и матерей семи поколений прошлого, а также ради настоящих матери и отца, которые находятся в нужде, вы приготовьте подношение на [большой] чистой тарелке, заполненной множеством цветов и пяти видов фруктов». Обычай распространился в правление китайской династии Тан.
На севере страны и на юге состав фруктов различается, однако в целом фиксированного набора нет. В старину на блюдо клали сливы, миндаль, персики, зизифус, розовое яблоко. Определённые фрукты считаются несчастливыми: так на юге на блюдо не кладут грушу и гранат, так как груша созвучна слову «волочься»  (lê lết, ле лет), а слово «гранат» — лыу (lựu) — входит в слово граната (lựu đạn, лыу дан). На севере блюда в общем более богаты, а на юге — скромны.
Приблизительный список возможных фруктов:
| Северный Вьетнам - банан - красный перец - кумкват японский - мандарин - персик - помело - хурма - также - аннона - гранат - лукума - цитрон |  | Южный Вьетнам - аннона - кокос - манго - папайя - сунг - также: - ананас - арбуз - виноград - кактусы - саподилла - не кладут: - апельсин («приведёт к неудаче») - банан - груша - гранат - дуриан |

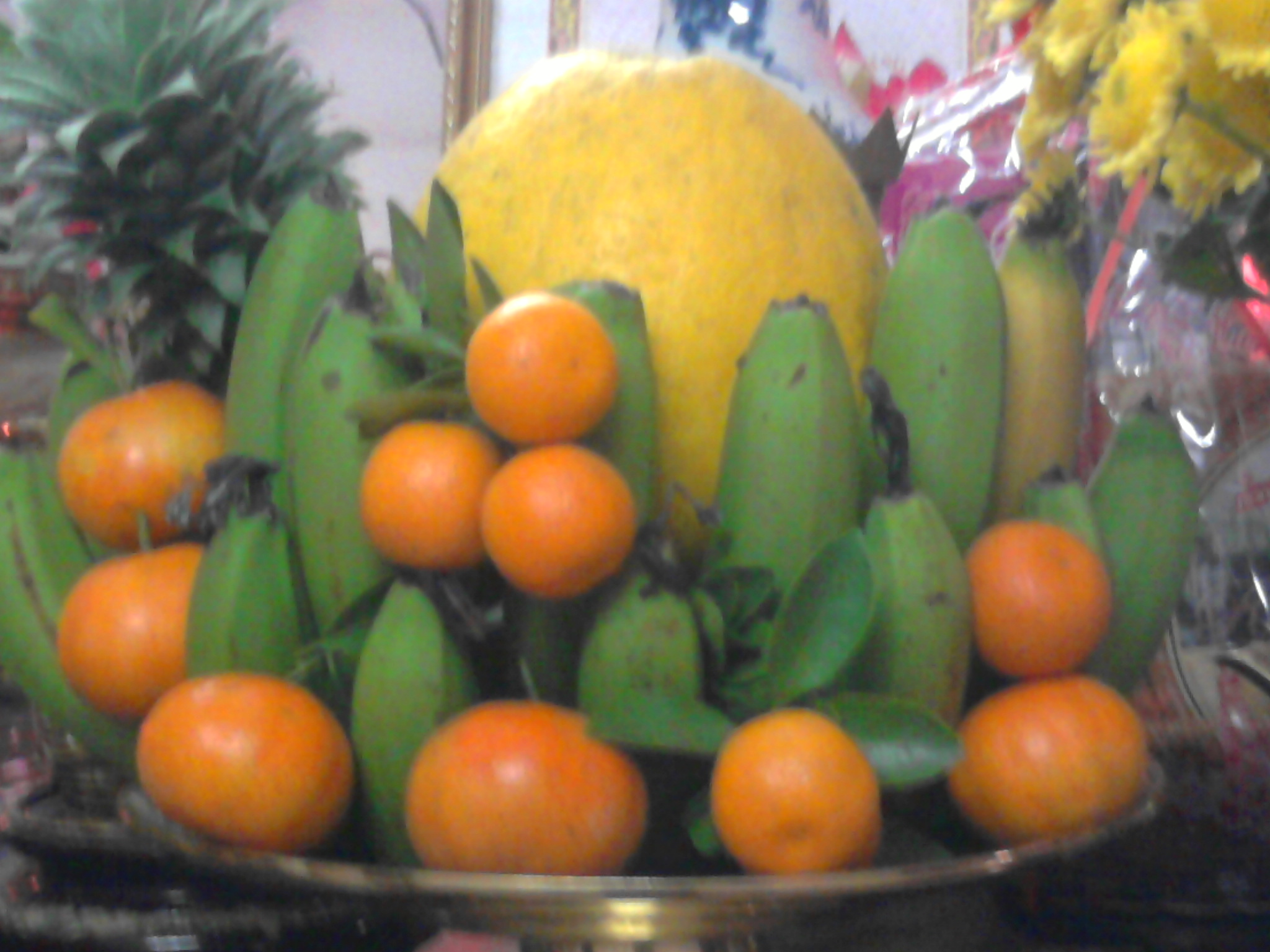
Северное блюдо с пятью фруктами

В последнее время к обычным вьетнамским фруктам стали добавлять экзотические — яблоки, красные апельсины.

### Зяотхыа

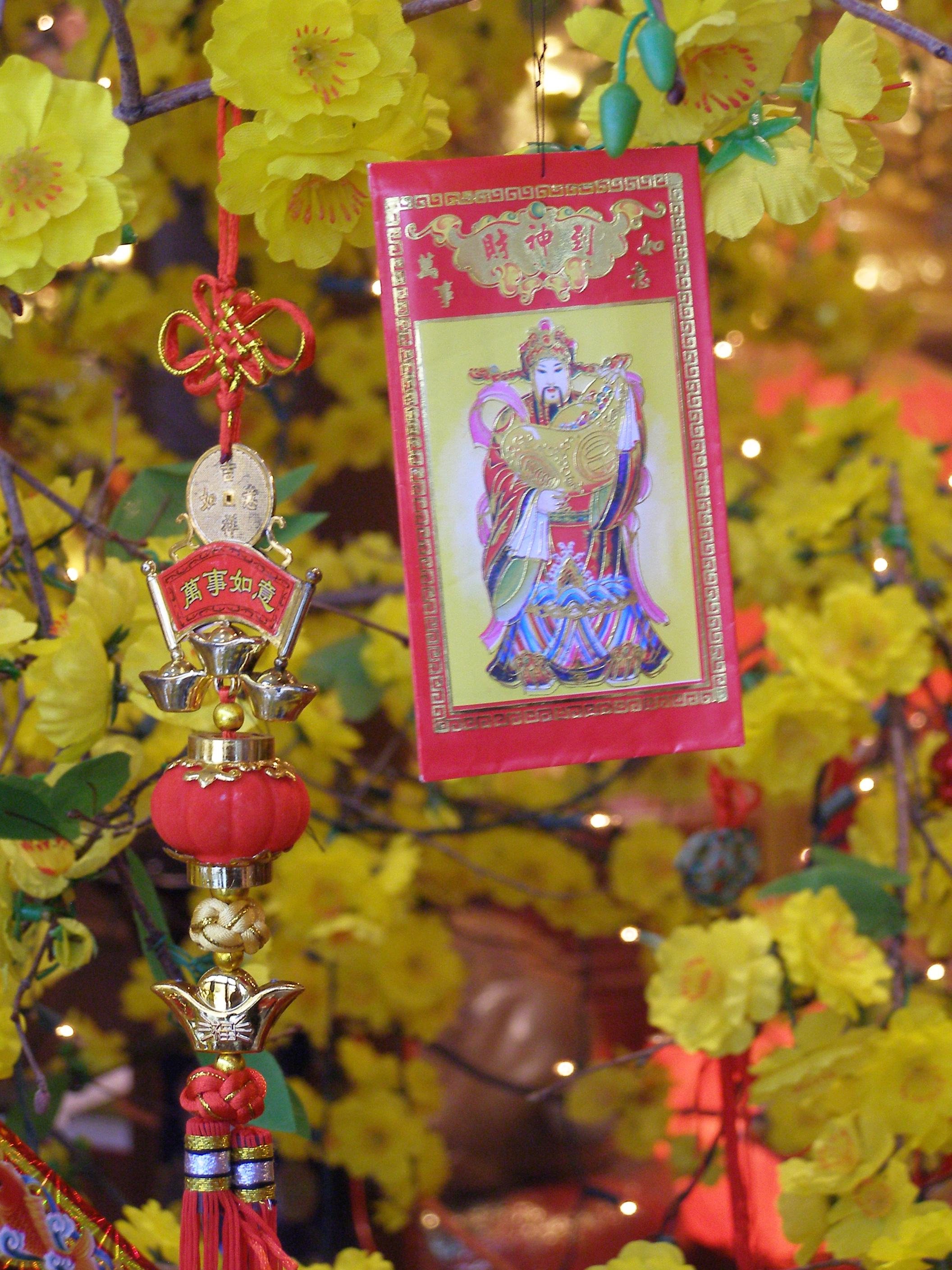
Красный конверт

Первый день Тета посвящён родителям и детям. Дети получают новогодние деньги в красных конвертах, называемых по-вьетнамски — мынгтуой (mừng tuổi, северный диалект) или лиси (lì xi, 利是, южный диалект). Дети обычно надевают новую одежду и приветствуют родителей перед получением подарка. Так как вьетнамцы верят в то, что первый посетитель определяет удачу на весь год, в первый день Тета никто не приходит в чужой дом без приглашения. Традиция встречи первого посетителя называется сонгдат (xông đất), сонгня (xông nhà) или дапдат (đạp đất) — одна из наиболее важных. Обычно первым приглашают успешного человека с хорошим характером, чтобы он принёс в дом удачу. В качестве предосторожности хозяин дома выходит на улицу перед полуночью, чтобы убедиться в том, что никто не зайдёт в дом без приглашения.
Мести на Тет считается дурным знаком, так как метущий «выметет удачу», поэтому уборка производится заранее. Также считается, что человек, недавно понёсший утрату родственника, не должен заходить в другие дома.
В последующие дни люди ходят в гости к родственникам и друзьям. Обычно, но не обязательно, второй день Нового года «занят» встречами с друзьями, третий — с учителями. В местные буддийские храмы приходит множество желающих совершить благотворительный взнос и получить сведения об удаче в будущем году. Также стало популярным спрашивать об удаче гадалок. Дети играют с новыми игрушками и покупают их, а также тратят новогодние подарки на уличные азартные игры, такие, как бау-куа-ка-коп (bầu cua cá cọp). Богатые семьи нанимают танцовщиков для исполнения танца дракона в доме. Также на улице проводят массовые мероприятия.

### Традиции празднования
Празднование Тета может продолжаться от дня до недели. Люди выходят на улицу и стараются шуметь как можно сильнее, играя на барабанах, звеня в колокола, гонги, взрывая запрещённые петарды, стремясь отпугнуть злых духов. Участники танца льва надевают соответствующие костюмы и маски. Лан — «лев» — на самом деле нечто среднее между львом и драконом, символ силы во вьетнамской культуре.
За 30 минут до Нового года по телевидению показывают комедийную передачу «Соберёмся вместе в последний раз» (Gặp nhau cuối năm), новогодней мелодией обычно является композиция группы «ABBA» Happy New Year.
Во время празднования Тета люди принимают участие в разнообразных играх: сянци, танцах с бамбуковыми палками, раскрашивании масок, изготовлении бумажных цветов и кукол, тайским играм: «па-ма-на-о» с камнями, бросают мяч в кольцо («нэм-ком»), ходят по бамбуковым палкам; смотрят представления театра марионеток на воде, слушают хаттхен, смотрят петушиные бои и бои быков, принимают участие в поэтических конкурсах. В больших городах устраиваются фейерверки, ханойские, хошиминские и данангские транслируют на национальном телевидении.
После выступления, семьи возвращаются домой и едят новогодние блюда, желая друг другу счастья и радости в новом году. Детям дарят красные конверты с деньгами.

#### Украшения
Новогодним деревом является кэйнеу, пяти—шестиметровая бамбуковая палка с листьями, на которую крепят разнообразные предметы, в том числе амулеты, оригами-рыб, ветки кактусов, петушиные перья, листья деревьев и т. д.
В каждом доме на севере находится персик (hoa đào, хоа-дао), в центральных и южных районах — хоа-май (Ochna integerrima), в горных селениях — хоа-бан (hoa ban). На севере (ранее — в богатых домах) также иногда выставляют Prunus mume, также называемое по-вьетнамски «май». В северных и центральных районах на Новый год в жилых комнатах встречаются деревья кумквата. Его многочисленные цветы символизируют пожелание богатства.
Среди других растений — разнообразные деревья-бонсай, хризантема (hoa cúc, хоа кук); бархатцы, вантхо (vạn thọ) — символы долгой жизни; на юге — целозия (mào gà), на севере — нарцисс (thủy tiên), хоа-быом (hoa bướm). В прошлом пожилые старались добиться того, чтобы нарциссы зацвели прямо к полуночи. В XXI веке выращивание мощных деревьев, буйно цветущих на Тет — прибыльный бизнес: дерево может быть продано более чем за 10 000 долларов США, поэтому многие берут небольшие деревца в аренду.
В доме вывешивают картины «донгхо» и каллиграфические надписи тхуфап (thu pháp), которые можно купить на улице.
Улица Нгуен Хюэ в Хошимине превращается на время Тета в цветочный бульвар, куда приезжают для того, чтобы посмотреть на многочисленные скульптуры из цветов и другие декорации.
На Тет многие покупают узорчатых рыб — парчовых карпов, красных попугаев-гибридов и барамунд.

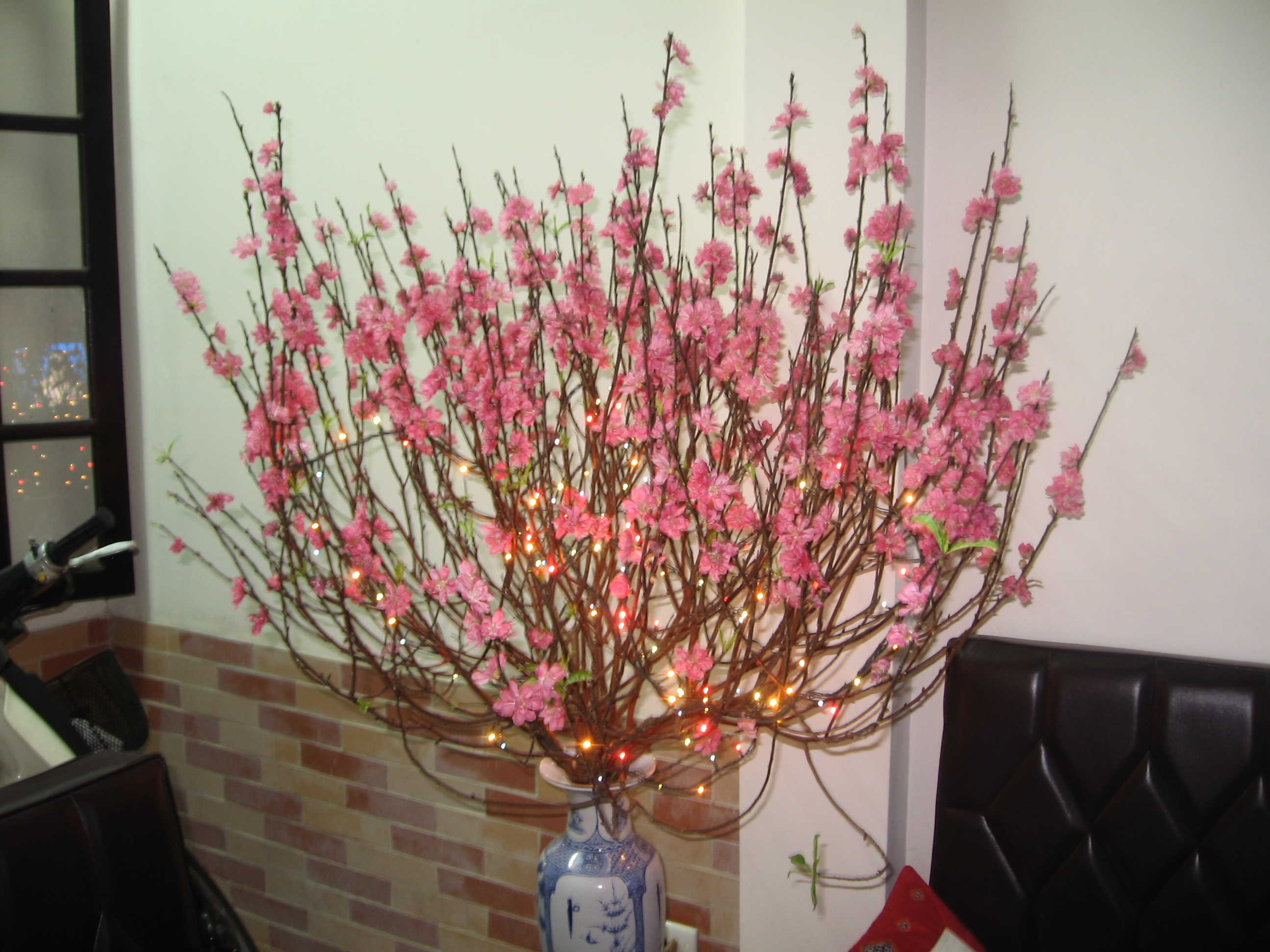
Вишнёвые цветы
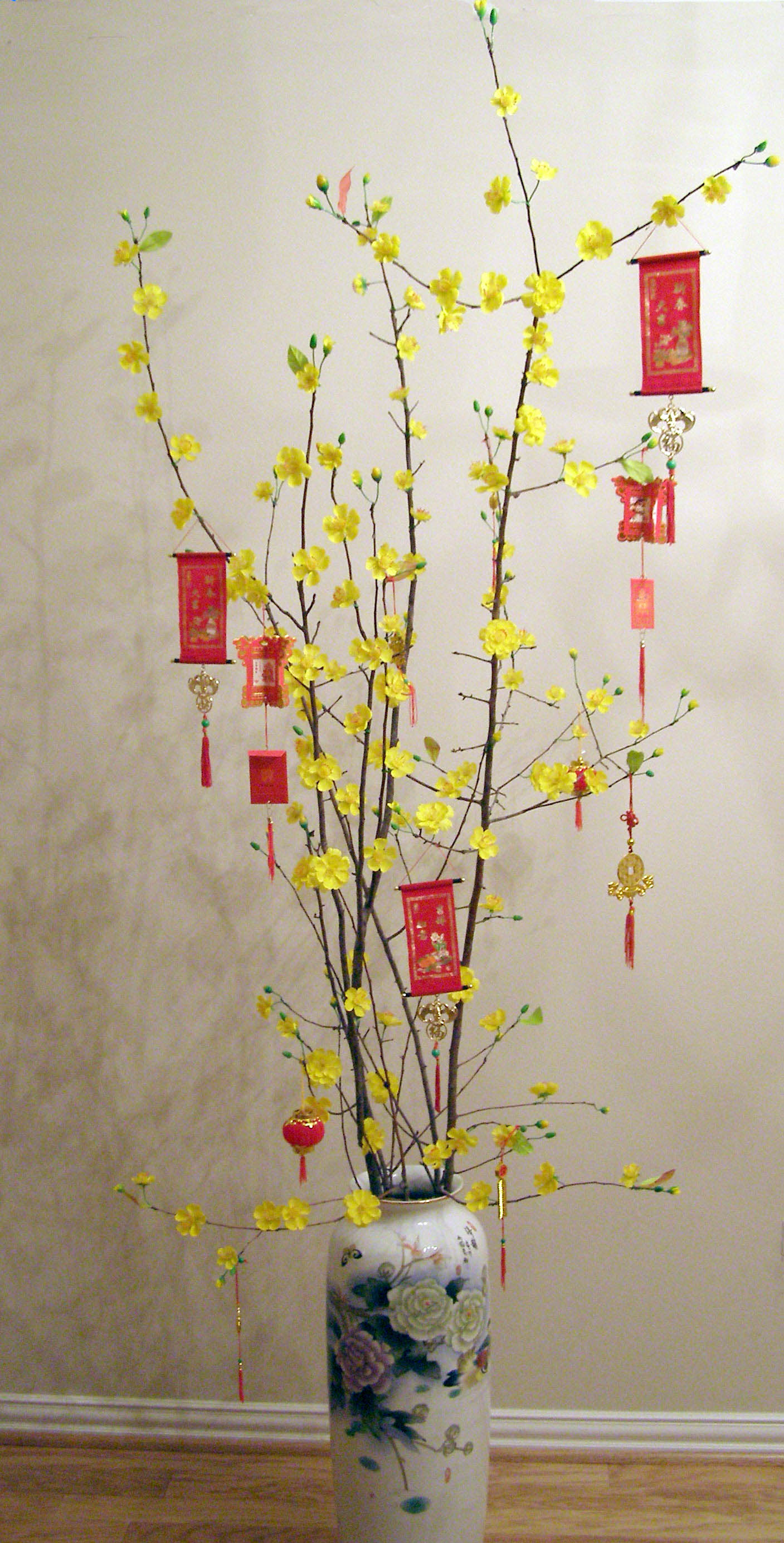
Хоа-май

## Поздравления
Традиционные поздравления — «С Новым годом» (chúc mừng năm mới), «Лучшие пожелания новой весны» (cung chúc tân xuân); люди желают друг другу процветания и удачи. Некоторые пожелания:
- Живите сто лет (Sống lâu trăm tuổi, сонг лау чам туой) — пожелание, которое дети говорят пожилым; так как в Тет считается, что все становятся на год старше, дети желают бабушкам и дедушкам долголетия в обмен на конверты с деньгами;
- Мира, здоровья и процветания (An khang thịnh vượng, 安康興旺, ан кханг тхинь выонг);
- Пусть десять тысяч дел идут по твоему желанию (Vạn sự như ý, 萬事如意);
- Доброго здоровья (Sức khỏe dồi dào);
- Поздравляю, процветания тебе (Cung hỉ phát tài, 恭喜發財, кунг хи фат тай), от юэского «Кунхи фатчхой» — «поздравляю, [а теперь] давай подарок»;
- Пусть деньги текут как вода (Tiền vô như nước, тьен во ньы ныок); используется неформально.

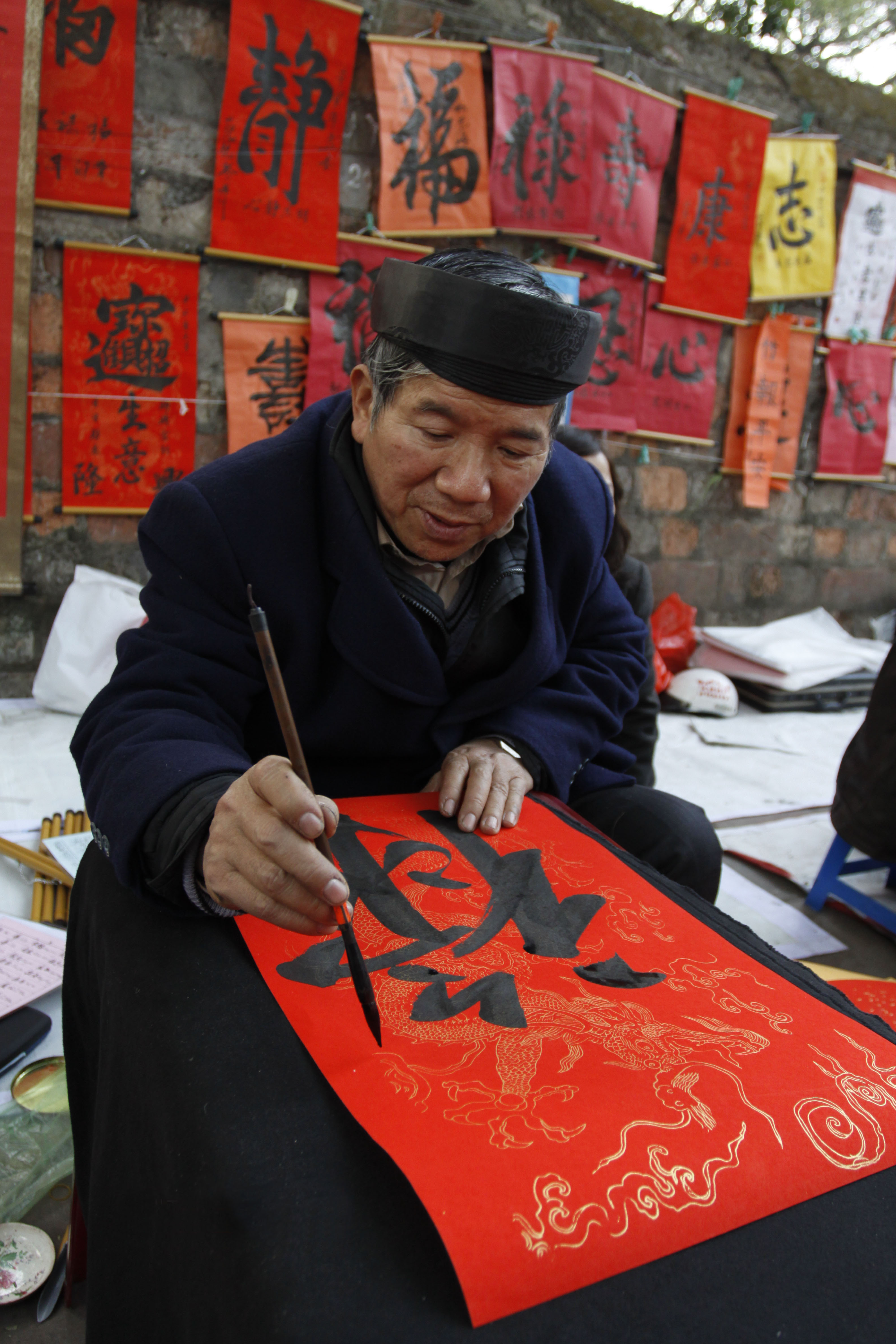
Каллиграф пишет новогодние иероглифы в Храме литературы, 2011 год
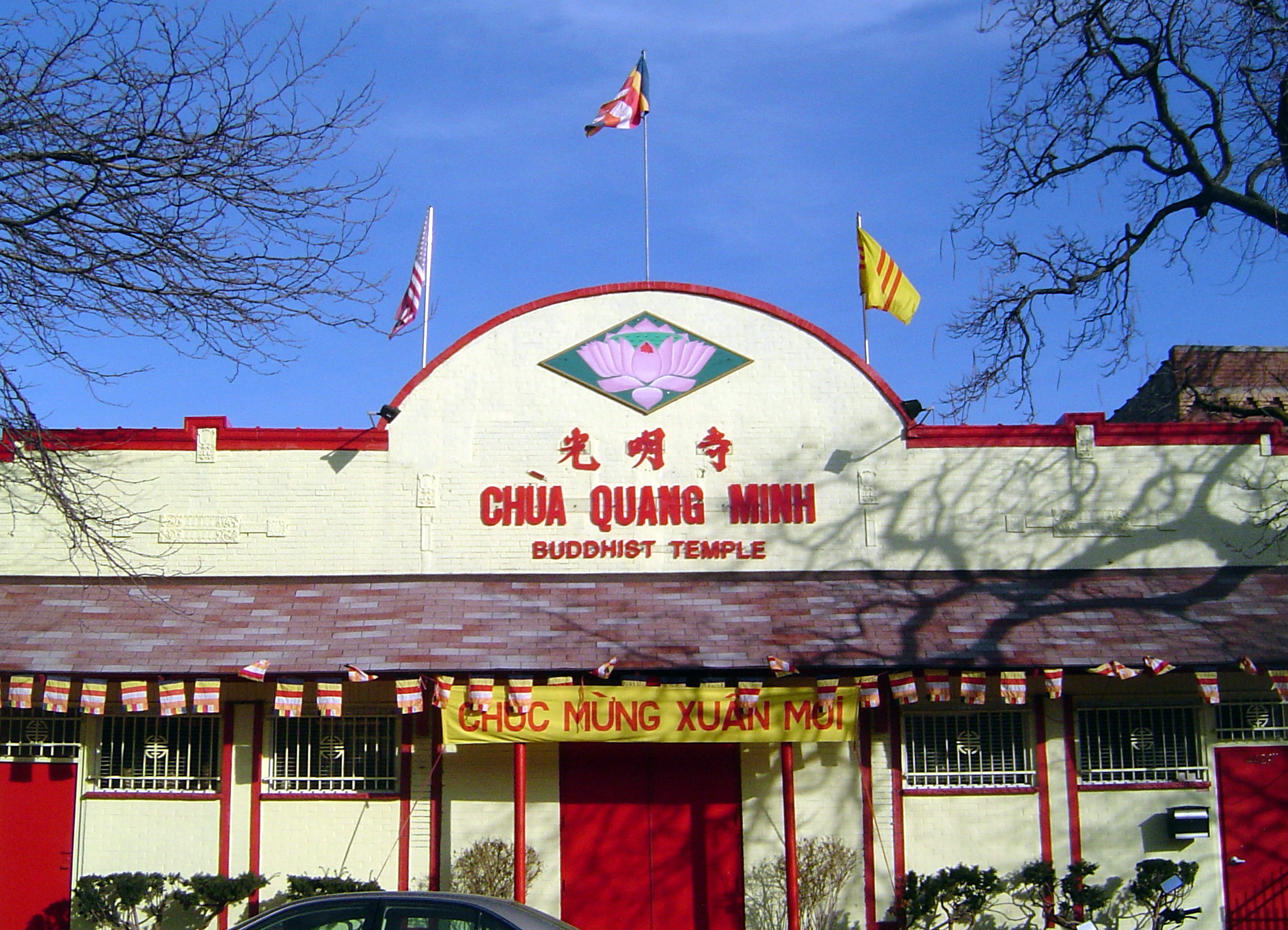
Храм Тюакуангминь в Чикаго, на котором вывешен плакат с надписью «Счастливой новой весны» (Chúc mừng xuân mới, тюк мынг суан мой)

## Блюда

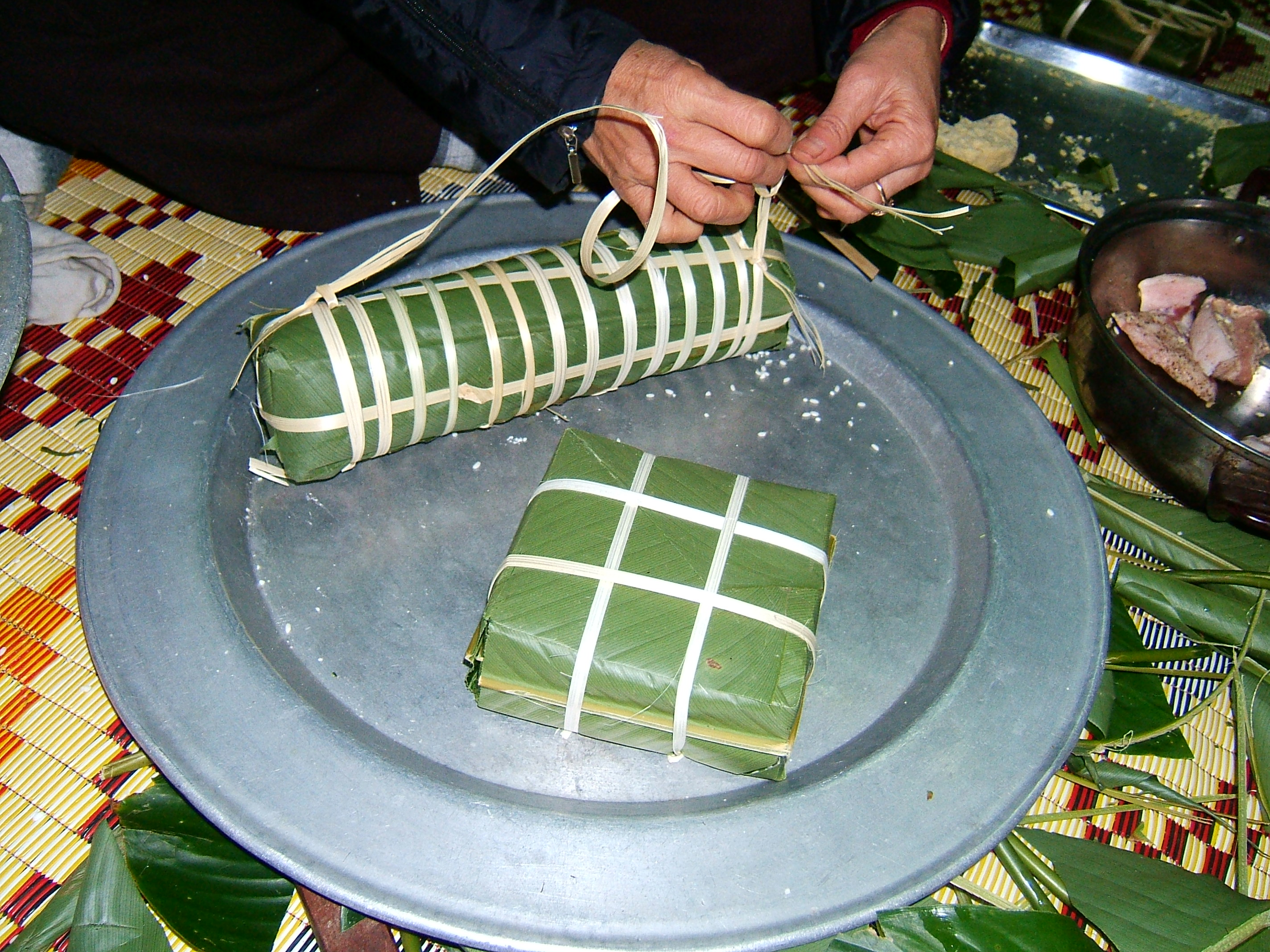
Баньтьынг (внизу), баньзэй (наверху)

По-вьетнамски «праздновать Новый год» —  «ан тет» (ăn Tết, буквально «есть Тет»), что является примером важности еды для празднования. Некоторые новогодние блюда также едят в течение года, а другие — только в это время. Значительная часть новогодних кушаний вегетарианские.
Рисовые пироги — свиные квадратный баньтьынг и цилиндрический баньзэй (bánh dầy) и банановый баньтэт (bánh tét chuối, баньтэттюой), завёрнутые в листья Phrynium placentarium или в листья банана. Квадратная форма пирога баньтьынг считается символом благодарности вьетнамцев к изобилию земли, которая дает им пищу четыре сезона в году, а баньзэй считается символом неба. Приготовление пирогов занимает до нескольких дней, и семья проводит ночи у очага, рассказывая друг другу истории о происхождении пирогов и их связи с праздником (см. баньтьынг);
- мясо, тушёное в кокосовом молоке (thịt kho nước dừa, тхит кхо ныок зыа) — свиной живот, тушёный в кокосовом молоке и ныокмаме с куриными яйцами; употребляется с белым рисом и маринованными проростками бобов и луком;
- хатзыа (hạt dưa, жареные арбузные семечки);
- зыахань (dưa hành, маринованные лук и капуста);
- кукьеу (củ kiệu, маринованные луковки Allium splendens);
- мыт (mứt) — засахаренные фрукты, редко употребляются в пищу вне Тета;
- «кау-зыа-ду-соай» (cầu dừa đủ xoài) — южновьетнамские продукты:

1. сахарное яблоко/сметанное яблоко/кремовое яблоко (mãng cầu) — созвучно «просить»;
2. кокос (dừa) — созвучно «выа» (vừa, «как раз»);
3. папайя (đu đủ) — «хватать, быть достаточным» (đủ);
4. манго (xoài) — «продукты, деньги, товары» (xài).

В Ханое традиционными блюдами являются лапша, побеги бамбука, фрикадельки, суп с сушёной свиной кожей, варёный клейкий рис, варёная курица, немы, овощная смесь, свиной паштет зёлуа (giò lụa) и тушёная рыба.
Иногда целые деревни становятся знамениты благодаря приготовлению местных деликатесов или сопутствующих товаров, туда приезжают перед Тетом для совершения покупок. Так деревня Чанькхук известна своими баньтьынгами, Лайвунг — свиным паштетом, Милонг — рисовой бумагой, Каотхон — благовониями.

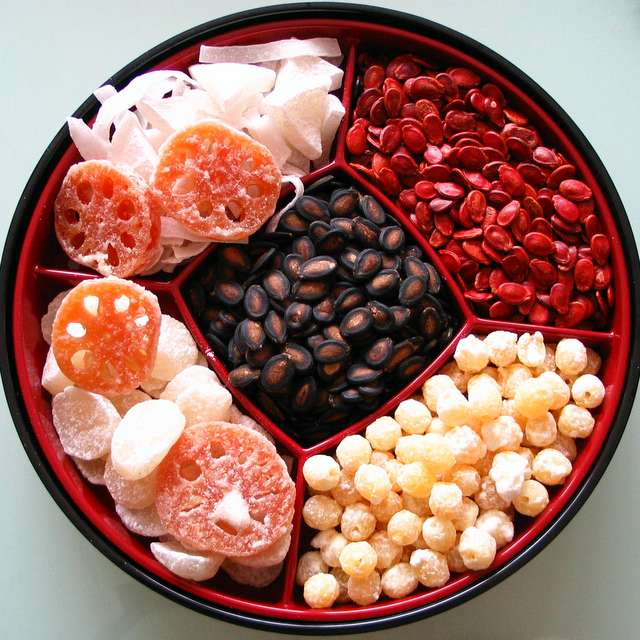
Сладости
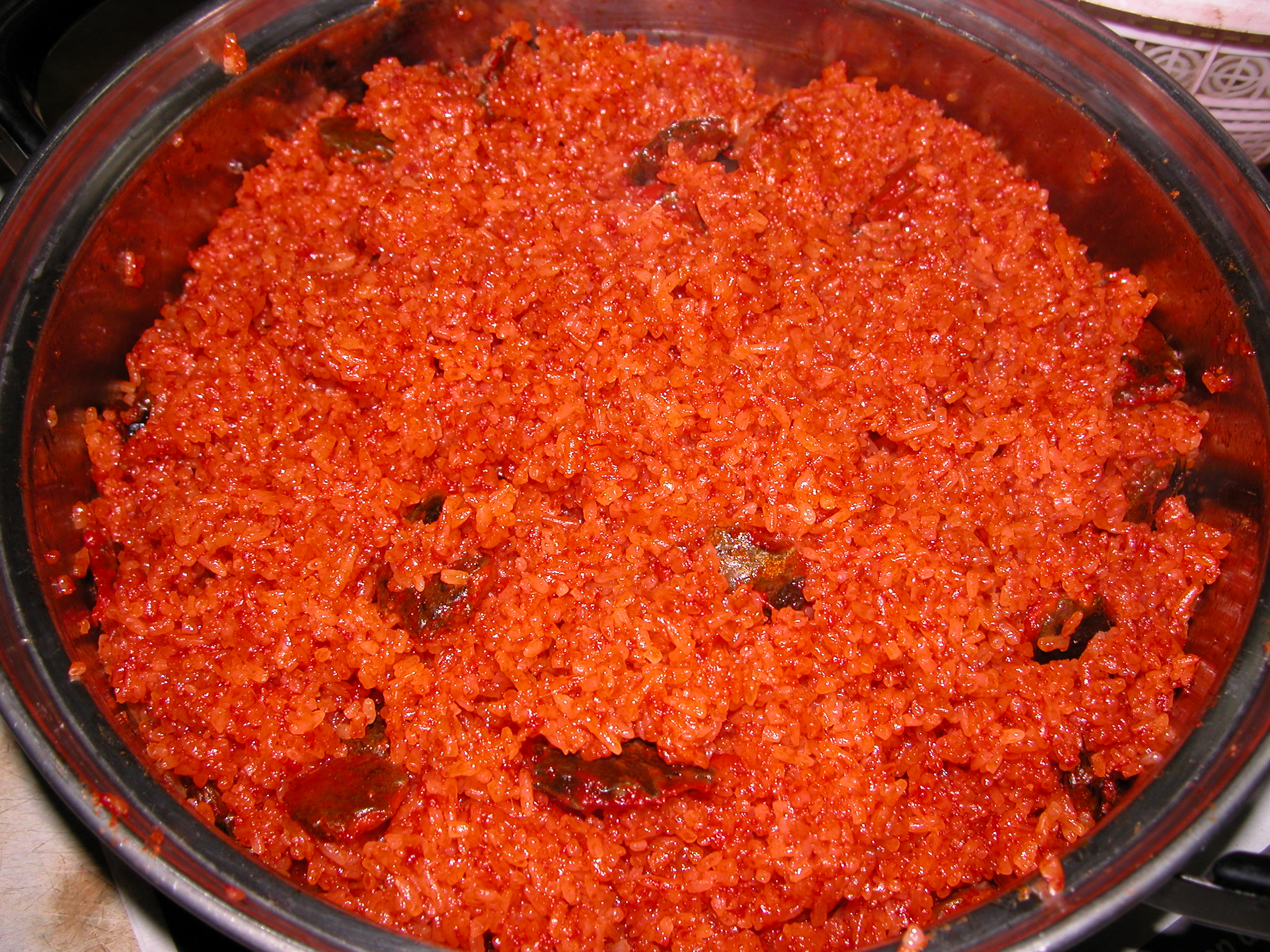
«Сойгак», клейкий рис (xôi gấc)

## Предписания и запреты

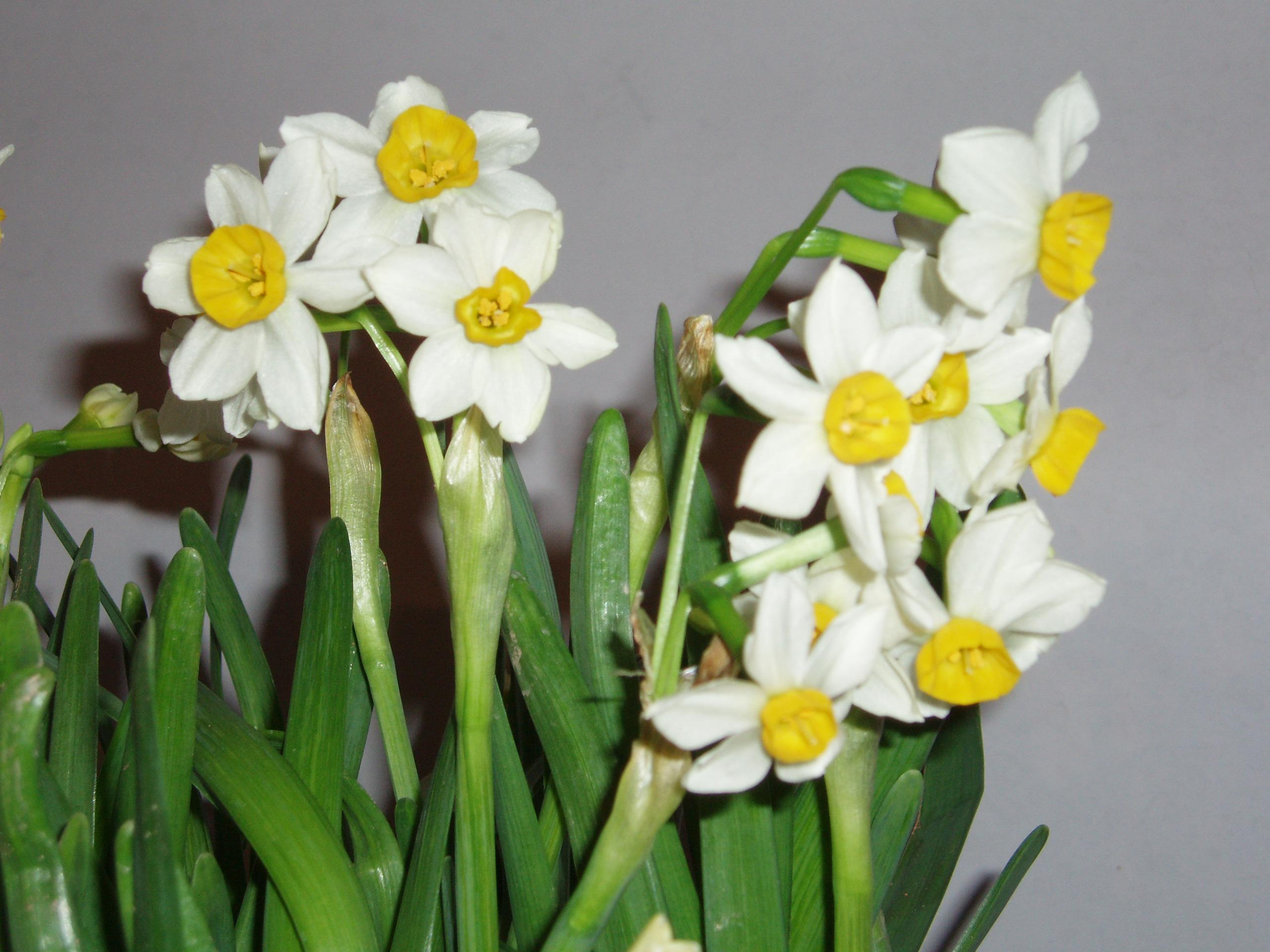
Нарциссы

- Следует дарить на Тет подарки, «счастливые» предметы, новую одежду, ветки персика (изгоняющие нечисть), куриц, петухов (пожелание хороших манер), рис нового урожая (пожелание быть всегда сытым), рисовое вино в тыкве (пожелание богатой и удобной жизни), рисовые пироги (для поклонения предкам), красные вещи (символизируют счастье, радость, удачу) — например, арбузы, собак (их гавканье считается созвучным со словом «богатство» (giàu), лекарственное масло (аналогично, из-за созвучия со словом «богатство»). Хорошим подарком считается картина донгхо на «счастливый» сюжет, например, «гадан» (Gà đàn), пожелание множества детей, или «виньхоа» (Vinh hoa), но не такие, как «даньген» (Đánh ghen), где изображается судебный процесс.
- Нужно разбрызгивать по дому известковую воду, чтобы изгнать зло.
- Заплатить все долги и вернуть все взятые на время вещи[41].
- Не следует делать или говорить плохое.
- Нельзя убивать или ранить растения и животных, наоборот, их следует освобождать.
- Нельзя убирать или мести дом, особенно в первый день года.
- Нельзя дарить часы (время получателя начнёт уходить), кошек (мяуканье считается созвучным слову «нгео» (nghèo, бедность), лекарства (получатель заболеет), каракатиц (чёрный цвет её чернил считается несчастливым[42]), чернила для письма (по той же причине), ножи и ножницы (якобы вызывают ссоры).
- Нельзя иметь в доме утятину («к несчастью») или креветок (они пятятся).
- Нельзя, чтобы рис в молотилке кончался.
- Нельзя отказываться от подарков и пожеланий.